# Epimadiza montana
Epimadiza montana är en tvåvingeart som beskrevs av Curtis W. Sabrosky 1947. Epimadiza montana ingår i släktet Epimadiza och familjen fritflugor.
Artens utbredningsområde är Uganda. Inga underarter finns listade i Catalogue of Life.